# آقای بلندینگ خانه رؤیایی خود را می‌سازد
آقای بلندینگ خانه رؤیایی خود را می‌سازد (به انگلیسی: Mr. Blandings Builds His Dream House) فیلمی محصول سال ۱۹۴۸ و به کارگردانی اچ.سی. پاتر است. در این فیلم بازیگرانی همچون کری گرانت، میرنا لوی، ملوین داگلاس، رجینالد دنی، لوئیز بیورز، ایان ولف، هری شانون، نستور پایوا، جیسون روباردز سینیور، لورن تاتل، لکس بارکر و اموری پارنل ایفای نقش کرده‌اند.